# 대한민국 민법 제774조
대한민국 민법 제774조는 대한민국의 민법으로, 1990년 1월 13일에 삭제되었다.
제774조